# Cúria del batle
La Cúria del batle, Cúria Reial o simplement Cort, a les institucions pròpies del Regne de Mallorca, era la instància presidida pel batle reial que administrava justícia en els conflictes d'importància menor, i dictava sentència o imposava pau després d'haver escoltat el parer de dos homes honrats.
Quan el batle era parent o amic dels afectats, o existia alguna altra circumstància especial, exercia justícia un batle donat elegit per aquell cas concret. En les situacions greus el batle prenia les primeres determinacions i s'acudia al virrei. En els actes de la Cort o Cúria Reial hi intervenien l'escrivà i el saig de la vila que rebien la seva corresponent remuneració (uns pocs sous o diners) per posar en execució les decisions del batle.
Aquesta forma d'administrar justícia, tot i el Decret de Nova Planta que suprimí les institucions pròpies del Regne de Mallorca per imposar les castellanes, va perdurar a les viles mallorquines fins a finals del segle xviii i, en certs casos, fins al segle xix.

## Conceptes més usats en la Cúria del batle
- Instància: denúncia o queixa manifesta al batle.
- Citació: ordre de compareixença d'algú a presència del batle.
- Estim: valoració de coses o béns.
- Penyora: objecte que es deixa en poder d'algú com a garantia de compliment d'un deute o obligació.
- Ban: pena pecuniària.
- Segrest: posar una cosa en poder d'un tercer fins que s'hagi decidit a qui pertany.
- Empara: retenir o embargar qualsevol classe de béns.
- Provisió: sentència del batle.
- Apel·lació: acudir a un jutge superior degut a no admetre la provisió del batle.[1]